# Зихерман, Шандор Матьяшевич
Шандор Матьяшевич Зихерман (6 апреля 1935, Ужгород — 29 ноября 2021, Будапешт) — советский и венгерский художник. Член Союза художников России с 1965 г., член Союза художников Венгрии, Общества венгерских скульпторов, Всемирной ассоциации художников-медальеров.

## Биография
Из еврейской семьи. Вырос в Берегово. Творчеству начинал учиться в Львове, затем в Ленинграде. В 1964 году окончил Мухинское училище. Однако первая выставка с его работами состоялась в 1957 году.
В 1972 году переезжает в Тольятти по приглашению администрации города для организации культурной и художественной жизни. С его помощью в городе появились творческие мастерские, он способствовал появлению лицея искусств, картинной галереи. При нём и во многом благодаря ему открылось тольяттинское отделение Союза художников. В 1987 году Шандор Зихерман организовал в Тольятти первый российский симпозиум скульпторов.
На некоторое время он переезжает в Самару, где женится на местной актрисе Зинаиде Соколовой, а в 1989 году переехал в Будапешт. Свой переезд сам Зихерман объясняет так: «В своё время в Союзе мне не давали выставляться, говорили: „Вы не русский художник“. Я же не знаю ни одного человека, который был бы на сто процентов русским или мордвином. Это невозможно! Во всех нас намешано столько национальностей!» Себя называет венгерским художником русского происхождения.
Вместе с женой открыли русский театр-студию при посольстве в Венгрии.

## Семья
Жена Зинаида Зихерман — актриса, дочь Лариса — художник-модельер, сын Иштван — венгерский журналист, сын Золтан.

## Творчество
Шандор Зихерман известен как автор скульптурных памятников, гобеленов, мозаик, фресок, а также медалей. Его работы представлены в Эрмитаже, и ещё 20 музеях Европы.
В творчестве Зихерман не придерживается определённого жанра: среди его работ и графика, и портреты, и авангардизм, и классические пейзажи. Последние годы появилось много работ художника в жанре «ню». В своём творчестве пользуется самые разнообразными стилистическими приемами: кубофутуризм, постимпрессионизм, реализм.
Ежегодно приезжает в Россию, где регулярно проводятся его персональные выставки. Так, в 2006 году в Тольятти состоялась выставка его работ, посвящённая 40-летию «АвтоВАЗа». В 2007 году состоялась выставка в Самаре.
Работы Шандора Зихермана пользуются популярностью и у воров. В начале 1990-х была один из организаторов выставки Зихермана похитил 171 экспонат. В Самаре была похищена мемориальная доска, установленная к 100-летию со дня рождения народного артиста Георгия Шебуева. А в Тольятти на одной из выставок пропала двухметровая скульптура из розового мрамора.